# Topljeni sir
Topljeni sir je posebna vrsta sira, ki ga pridobivajo s toplotno obdelavo običajnih sirov.

## Proizvodnja
V sirarstvu se rado pripeti, da imajo nekateri siri razne napake, ki sicer ne zmanjšujejo užitnost sira, toda zaradi njihove neprikupne zunanjosti kupce odbijajo. To so npr. tisti siri, ki imajo napake v skorji, ki so slepi, to je takšni, ki nimajo luknjic (očesc), ali pa siri, ki imajo razpokano testo. Da izkoristijo tudi takšne sire, ki imajo še dober okus, jih pretopijo.
Sirom ostržejo skorjo, jih razrežejo ter zdrobijo ali zmeljejo, nakar mešanici dodajo še druge mlečne in nemlečne sestavine, kot so mleko, smetana, sirotka, mleko v prahu, maslo, olja, začimbe, soli, aditive in arome. Tehnološko pomembni aditivi pri topljenih sirih so emulgirne soli, ki omogočajo nastanek in ohranjanje homogene zmesi ter pospešijo raztopitev beljakovin. Dodajo lahko še npr. papriko, poper, narezano šunko ali šampinjone ter druge dodatke, da dobijo topljeni sir različnih okusov.
Tako dobljeno zmes nato v topilnikih s paro segrejejo na 70ºC in mešajo, da dobijo homogeno tekočo zmes, ki jo, po 10-minutnem topljenju, ulivajo v trikotne ali štirikotne modelčke, v katerih je staniol papir, ali pa oblikujejo v lističe, po ohladitvi zapakirane v plastično folijo.

## Uporaba
Topljeni siri so zelo obstojni, tudi v toplem podnebju, z rokom trajanja do enega leta. Toplotno obdelani siri vseh vrst so lahko prebavljivi, topljeni siri so priročno pakirani za lažjo uporabo v gospodinjstvu in v gostinstvu, za potrošnika pa izdelani v prikupni in pripravni obliki. Njihova proizvodnja je zelo razširjena.